# John Watson (pilote automobile)
Pour les articles homonymes, voir John Watson et Watson.
John Watson, né le 4 mai 1946 à Belfast, Irlande du Nord, est un pilote automobile britannique. Il a notamment piloté durant douze saisons en Formule 1, totalisant cinq victoires en Grand Prix.

## Biographie

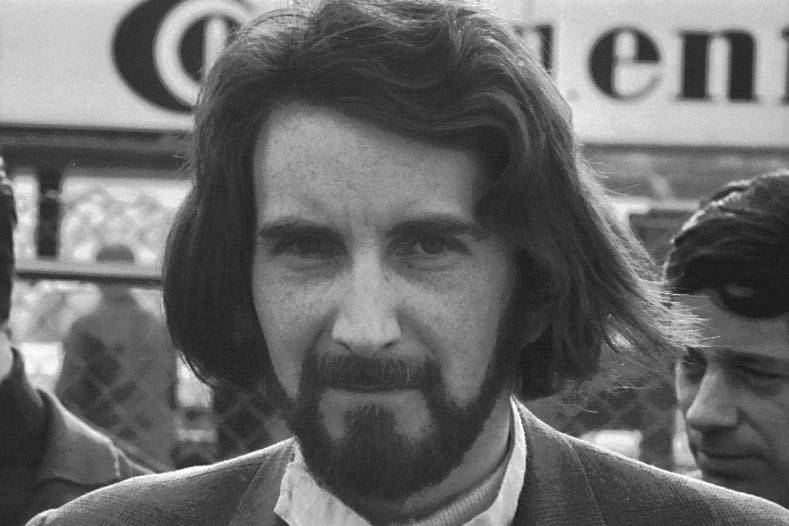
John Watson en 1971.

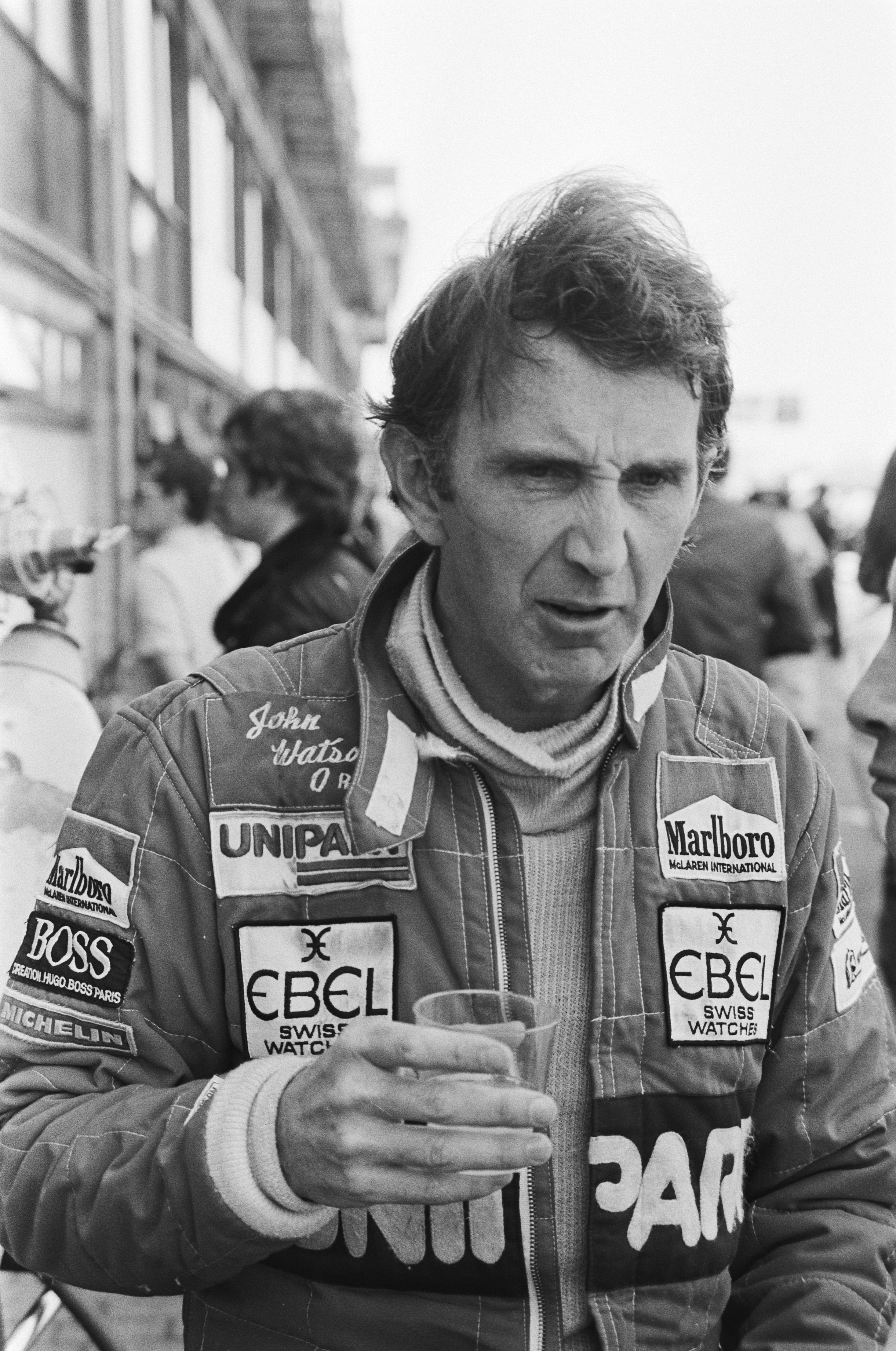
John Watson en 1982.

Après des débuts discrets en Formule 1 en 1973 au volant d'une Brabham privée puis dans la modeste écurie Surtees, c'est en 1974 qu'il marque ses premiers points en terminant 6e au GP de Monaco sur une Brabham BT42 de la petite écurie de huit personnes, Hexagon. Ensuite, John Watson se révèle en 1976 en remportant le GP d'Autriche pour le compte de l'écurie américaine Penske Racing. À la suite de cette victoire, Watson honore un pari avec son patron Roger Penske en rasant l'épaisse barbe qui le rendait facilement reconnaissable dans le paddock.
En 1977, Watson passe chez Brabham-Alfa Romeo. Devenu l'une des valeurs sûres de la discipline, Watson multiplie les coups d'éclat, notamment en qualification (pole position à Monaco), mais paye cher en course le manque de fiabilité du V12 italien. L'année suivante est plus fructueuse, avec trois podiums, mais Watson est régulièrement éclipsé par son prestigieux équipier Niki Lauda, victorieux à deux reprises.
Remplacé chez Brabham par Nelson Piquet, Watson trouve refuge chez McLaren en 1979. La prestigieuse écurie britannique traverse alors une grave crise sportive et ne lui permet guère de se mettre en évidence. Plus grave, il est dominé en 1980 en vitesse pure par son coéquipier débutant, le Français Alain Prost. En proie au doute, John Watson est même cruellement surnommé par ses mécaniciens « John What's wrong? » (« John Qu'est-ce qui ne va pas ? »). 
À partir de 1981, grâce à l'arrivée d'une nouvelle direction (Ron Dennis, John Barnard), l'écurie McLaren retrouve des couleurs, ce dont profite Watson pour revenir au plus haut niveau. Watson remporte une course en 1981, et ajoute deux nouveaux succès à son palmarès en 1982, la meilleure saison de sa carrière, puisqu'il termine troisième du championnat du monde à égalité de points avec Didier Pironi.

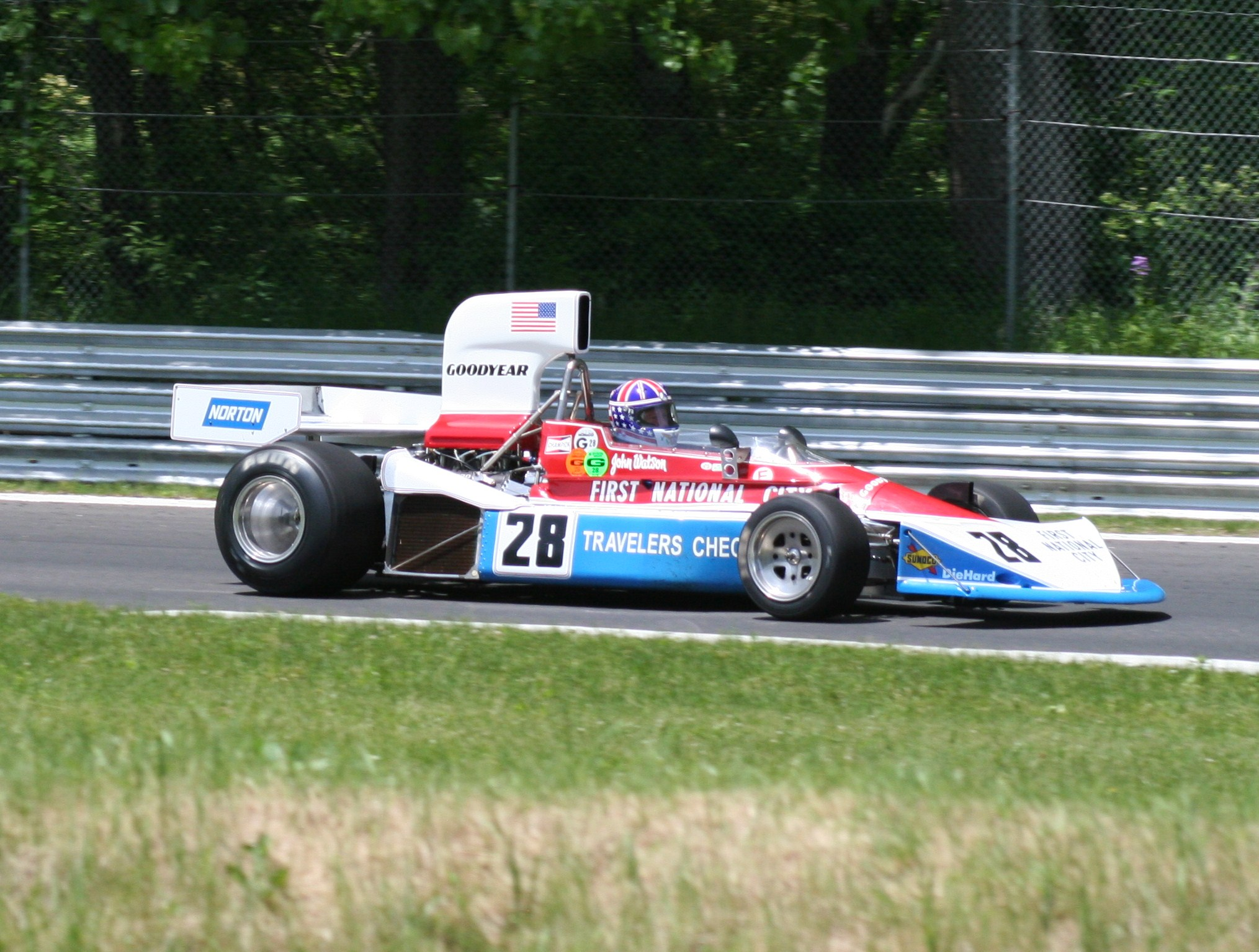
La Penske PC3 de 1976.

En 1983, Watson décroche une nouvelle victoire à Long Beach, rentrant dans le livre des records de la Formule 1 après ne s'être qualifié qu'en vingt-deuxième position, (son équipier, Niki Lauda, finit deuxième alors qu'il était dernier au premier virage). Mais il se fait piéger en fin d'année au petit jeu des transferts : pour avoir trop tardé à prolonger son contrat avec McLaren, il est remplacé par Prost, soudainement laissé libre par Renault. Cette déconvenue signe la fin de carrière de Watson en Formule 1, même s'il refera une apparition deux ans plus tard chez McLaren à l'occasion du Grand Prix d'Europe à Brands-Hatch, en remplacement de Lauda blessé ; pour l'occasion, il arbore sur sa voiture le no 1 du champion du monde en titre.
Reconverti un temps dans les courses d'endurance, John Watson a été en novembre 1990 le tout premier pilote à conduire la première Jordan F1, la 191, dans le cadre d'essais privés à Silverstone.

## Résultats en championnat du monde de Formule 1
| Saison | Écurie                                          | Châssis                           | Moteur                   | Pneus    | GP disputés | Victoires | Pole positions | Meilleurs tours | Points | Classement |
| ------ | ----------------------------------------------- | --------------------------------- | ------------------------ | -------- | ----------- | --------- | -------------- | --------------- | ------ | ---------- |
| 1973   | Ceramica Pagnossin Team MRD                     | Brabham BT37 Brabham BT42         | Cosworth V8              | Goodyear | 2           | 0         | 0              | 0               | 0      | Nc.        |
| 1974   | John Goldie Racing with Hexagon                 | Brabham BT42                      | Cosworth V8              | Goodyear | 15          | 0         | 0              | 0               | 6      | 15e        |
| 1975   | Team Surtees John Player Team Lotus Penske Cars | Surtees TS16 Lotus 72F Penske PC1 | Cosworth V8              | Goodyear | 13          | 0         | 0              | 0               | 0      | Nc.        |
| 1976   | Citibank Team Penske                            | PC3 PC4                           | Cosworth V8              | Goodyear | 16          | 1         | 0              | 0               | 20     | 7e         |
| 1977   | Martini Racing Team                             | BT45 BT45B                        | Alfa Romeo 12 à plat     | Goodyear | 17          | 0         | 1              | 2               | 9      | 13e        |
| 1978   | Parmalat Racing Team                            | BT45C BT46A BT46B                 | Alfa Romeo 12 à plat     | Goodyear | 16          | 0         | 1              | 0               | 25     | 6e         |
| 1979   | Marlboro Team McLaren Löwenbräu Team McLaren    | M28 M29                           | Cosworth V8              | Goodyear | 15          | 0         | 0              | 0               | 15     | 9e         |
| 1980   | Marlboro Team McLaren                           | M29                               | Cosworth V8              | Goodyear | 13          | 0         | 0              | 0               | 6      | 10e        |
| 1981   | Marlboro McLaren International                  | M29F MP4/1                        | Cosworth V8              | Michelin | 15          | 1         | 0              | 1               | 27     | 6e         |
| 1982   | McLaren                                         | MP4/1B                            | Cosworth V8              | Michelin | 15          | 2         | 0              | 1               | 39     | 3e         |
| 1983   | McLaren                                         | MP4/1C MP4/1E                     | Cosworth V8 TAG V6 turbo | Michelin | 14          | 1         | 0              | 1               | 22     | 6e         |
| 1985   | McLaren                                         | MP4/2B                            | TAG V6 turbo             | Goodyear | 1           | 0         | 0              | 0               | 0      | Nc.        |

## Victoires en endurance
- 1 000 kilomètres de Fuji en 1984 (sur Porsche 956) et 1987 (Jaguar XJR-8) ;
- 1 000 kilomètres de Monza en 1987 (Jaguar XJR-8) ;
- 360 kilomètres de Jarama 1987 (Jaguar XJR-8).

## Résultats aux 24 Heures du Mans
| Saisons | Écuries                             | Châssis         | Coéquipiers                       | Résultats |
| ------- | ----------------------------------- | --------------- | --------------------------------- | --------- |
| 1973    | Gulf Research Racing                | Mirage M 6      | Mike Hailwood/Vern Schuppan       | Abandon   |
| 1984    | Jaguar Group 44                     | Jaguar XJR 5    | Tony Adamowicz/Claude Ballot-Léna | Abandon   |
| 1985    | Rothmans Porsche                    | Porsche 962 C   | Al Holbert/Vern Schuppan          | Abandon   |
| 1987    | Silk Cut Jaguar                     | Jaguar XJR-8 LM | Jan Lammers/Win Percy             | Abandon   |
| 1988    | Silk Cut Jaguar                     | Jaguar XJR-9 LM | Henri Pescarolo/Raul Boesel       | Abandon   |
| 1989    | Toyota TeamTOM'S                    | Toyota 89C-V    | Geoff Lees/Johnny Dumfries        | Abandon   |
| 1990    | Italya Sport - Richard Lloyd Racing | Porsche 962C    | Bruno Giacomelli/Allen Berg       | 11e       |